# Corticaria magadanica
Corticaria magadanica es una especie de coleóptero, un tipo de escarabajo de la familia Latridiidae. Esta especie es de cuerpo marrón-rojo y similar en puntuación al grupo C. pubescens, pero difiere en los pelos cortos y la estructura del edeago.

## Distribución geográfica
Habita en Rusia y Ucrania